# Partecipanti all'UAE Tour 2022
Elenco dei partecipanti all'UAE Tour 2022.
L'UAE Tour 2022 è stato la quaarta edizione della corsa. Alla competizione presero parte venti squadre: diciassette con licenza UCI World Tour 2022 e tre UCI ProTeam.
Partenza con 126 ciclisti accreditati.

## Corridori per squadra
Nota: R ritirato, NP non partito, FT fuori tempo, SQ squalificato
| UAE Team Emirates     | UAE Team Emirates     | UAE Team Emirates     | AG2R Citroën Team           | AG2R Citroën Team           | AG2R Citroën Team           | Alpecin-Fenix                      | Alpecin-Fenix                      | Alpecin-Fenix                      |
| --------------------- | --------------------- | --------------------- | --------------------------- | --------------------------- | --------------------------- | ---------------------------------- | ---------------------------------- | ---------------------------------- |
| N°                    | Ciclista              | Clas.                 | N°                          | Ciclista                    | Clas.                       | N°                                 | Ciclista                           | Clas.                              |
| 1                     | Tadej Pogačar         | 1°                    | 11                          | Bob Jungels                 | 31°                         | 21                                 | Jasper Philipsen                   | 93°                                |
| 2                     | Pascal Ackermann      | 115°                  | 12                          | Clément Berthet             | 52°                         | 22                                 | Jonas Rickaert                     | 96°                                |
| 3                     | João Almeida          | 5°                    | 13                          | Geoffrey Bouchard           | 8°                          | 23                                 | Kristian Sbaragli                  | 46°                                |
| 4                     | George Bennett        | 36°                   | 14                          | Paul Lapeira                | 70°                         | 24                                 | Robert Stannard                    | 73°                                |
| 5                     | Mikkel Bjerg          | 113°                  | 16                          | Clément Venturini           | 59°                         | 25                                 | Scott Thwaites                     | 79°                                |
| 6                     | Rafał Majka           | 7°                    | 17                          | Marc Sarreau                | 75°                         | 26                                 | Gianni Vermeersch                  | 43°                                |
| 7                     | Maximiliano Richeze   | 117°                  |                             |                             |                             |                                    |                                    |                                    |
| Astana Qazaqstan Team | Astana Qazaqstan Team | Astana Qazaqstan Team | Bahrain Victorious          | Bahrain Victorious          | Bahrain Victorious          | Bardiani-CSF-Faizanè               | Bardiani-CSF-Faizanè               | Bardiani-CSF-Faizanè               |
| N°                    | Ciclista              | Clas.                 | N°                          | Ciclista                    | Clas.                       | N°                                 | Ciclista                           | Clas.                              |
| 31                    | David de la Cruz      | 10°                   | 41                          | Gino Mäder                  | 15°                         | 51                                 | Jhonatan Cañaveral                 | 69°                                |
| 32                    | Stefan de Bod         | 19°                   | 42                          | Pello Bilbao                | 3°                          | 52                                 | Luca Covili                        | 38°                                |
| 33                    | Evgenij Gidič         | 65°                   | 43                          | Filip Maciejuk              | 77°                         | 53                                 | Sacha Modolo                       | 66°                                |
| 34                    | Sebastián Henao       | 42°                   | 44                          | Jonathan Milan              | 97°                         | 54                                 | Luca Rastelli                      | 81°                                |
| 35                    | Jurij Natarov         | 39°                   | 45                          | Alejandro Osorio            | 49°                         | 55                                 | Alessandro Tonelli                 | 61°                                |
| 36                    | Vadim Pronskij        | 34°                   | 46                          | Hermann Pernsteiner         | 37°                         | 57                                 | Samuele Zoccarato                  | 30°                                |
| 37                    | Artıom Zaharov        | 60°                   | 47                          | Johan Price-Pejtersen       | 120°                        |                                    |                                    |                                    |
| Bora-Hansgrohe        | Bora-Hansgrohe        | Bora-Hansgrohe        | EF Education-EasyPost       | EF Education-EasyPost       | EF Education-EasyPost       | Gazprom-RusVelo                    | Gazprom-RusVelo                    | Gazprom-RusVelo                    |
| N°                    | Ciclista              | Clas.                 | N°                          | Ciclista                    | Clas.                       | N°                                 | Ciclista                           | Clas.                              |
| 61                    | Jai Hindley           | 14°                   | 71                          | Ruben Guerreiro             | 21°                         | 81                                 | Pavel Kočetkov                     | 58°                                |
| 62                    | Shane Archbold        | 86°                   | 72                          | Stefan Bissegger            | 48°                         | 82                                 | Michael Kukrle                     | 50°                                |
| 63                    | Sam Bennett           | 119°                  | 73                          | Merhawi Kudus               | 35°                         | 83                                 | Matteo Malucelli                   | 116°                               |
| 64                    | Patrick Konrad        | 45°                   | 74                          | Sebastian Langeveld         | 109°                        | 84                                 | Denis Nekrasov                     | NP1ª                               |
| 65                    | Ryan Mullen           | 91°                   | 75                          | Neilson Powless             | 11°                         | 85                                 | Ivan Rovnyj                        | 62°                                |
| 66                    | Danny van Poppel      | 84°                   | 76                          | Sean Quinn                  | R 7ª                        | 86                                 | Dmitrij Strachov                   | 33°                                |
| 67                    | Aleksandr Vlasov      | 4°                    | 77                          | Marijn van den Berg         | 72°                         | 87                                 | Mathias Vacek                      | 71°                                |
| Groupama-FDJ          | Groupama-FDJ          | Groupama-FDJ          | Ineos Grenadiers            | Ineos Grenadiers            | Ineos Grenadiers            | Intermarché-Wanty-Gobert Matériaux | Intermarché-Wanty-Gobert Matériaux | Intermarché-Wanty-Gobert Matériaux |
| N°                    | Ciclista              | Clas.                 | N°                          | Ciclista                    | Clas.                       | N°                                 | Ciclista                           | Clas.                              |
| 91                    | Arnaud Démare         | 68°                   | 101                         | Adam Yates                  | 2°                          | 111                                | Louis Meintjes                     | 17°                                |
| 92                    | Matteo Badilatti      | 23°                   | 102                         | Filippo Ganna               | 64°                         | 112                                | Tom Devriendt                      | 98°                                |
| 93                    | Clément Davy          | 112°                  | 103                         | Luke Plapp                  | 12°                         | 113                                | Jan Hirt                           | 24°                                |
| 94                    | Jacopo Guarnieri      | 105°                  | 104                         | Andrey Amador               | 94°                         | 114                                | Julius Johansen                    | 106°                               |
| 95                    | Ignatas Konovalovas   | 92°                   | 105                         | Michał Kwiatkowski          | 101°                        | 115                                | Rein Taaramäe                      | 27°                                |
| 96                    | Miles Scotson         | 51°                   | 107                         | Elia Viviani                | 103°                        |                                    |                                    |                                    |
| 97                    | Ramon Sinkeldam       | 76°                   |                             |                             |                             |                                    |                                    |                                    |
| Israel-Premier Tech   | Israel-Premier Tech   | Israel-Premier Tech   | Jumbo-Visma                 | Jumbo-Visma                 | Jumbo-Visma                 | Lotto Soudal                       | Lotto Soudal                       | Lotto Soudal                       |
| N°                    | Ciclista              | Clas.                 | N°                          | Ciclista                    | Clas.                       | N°                                 | Ciclista                           | Clas.                              |
| 121                   | Rudy Barbier          | 95°                   | 131                         | Tom Dumoulin                | 41°                         | 141                                | Jarrad Drizners                    | NP7ª                               |
| 122                   | Sebastian Berwick     | 22°                   | 132                         | Koen Bouwman                | 28°                         | 142                                | Matthew Holmes                     | 32°                                |
| 123                   | Alex Dowsett          | 114°                  | 133                         | Chris Harper                | 13°                         | 143                                | Michael Schwarzmann                | 108°                               |
| 124                   | Daryl Impey           | 53°                   | 134                         | Olav Kooij                  | 107°                        | 144                                | Xandres Vervloesem                 | 63°                                |
| 125                   | Taj Jones             | 100°                  | 135                         | Timo Roosen                 | 56°                         |                                    |                                    |                                    |
| 126                   | Rick Zabel            | 83°                   | 136                         | Jos van Emden               | 54°                         |                                    |                                    |                                    |
| Movistar Team         | Movistar Team         | Movistar Team         | Quick-Step Alpha Vinyl Team | Quick-Step Alpha Vinyl Team | Quick-Step Alpha Vinyl Team | Team BikeExchange-Jayco            | Team BikeExchange-Jayco            | Team BikeExchange-Jayco            |
| N°                    | Ciclista              | Clas.                 | N°                          | Ciclista                    | Clas.                       | N°                                 | Ciclista                           | Clas.                              |
| 151                   | Carlos Verona         | 6°                    | 161                         | Mark Cavendish              | 88°                         | 171                                | Dylan Groenewegen                  | 102°                               |
| 152                   | William Barta         | 40°                   | 163                         | Fausto Masnada              | 26°                         | 172                                | Sam Bewley                         | 122°                               |
| 153                   | Mathias Norsgaard     | 57°                   | 164                         | Michael Mørkøv              | 74°                         | 173                                | Kaden Groves                       | 118°                               |
| 154                   | Max Kanter            | 85°                   | 165                         | Stijn Steels                | 80°                         | 174                                | Damien Howson                      | 29°                                |
| 155                   | Óscar Rodríguez       | 20°                   | 166                         | Stan Van Tricht             | 78°                         | 175                                | Luka Mezgec                        | 89°                                |
| 156                   | Sergio Samitier       | 55°                   | 167                         | Ethan Vernon                | 82°                         | 176                                | Kelland O'Brien                    | 121°                               |
| 157                   | Albert Torres         | 44°                   |                             |                             |                             | 177                                | Campbell Stewart                   | 111°                               |
| Team DSM              | Team DSM              | Team DSM              | Trek-Segafredo              | Trek-Segafredo              | Trek-Segafredo              |                                    |                                    |                                    |
| N°                    | Ciclista              | Clas.                 | N°                          | Ciclista                    | Clas.                       |                                    |                                    |                                    |
| 181                   | Romain Bardet         | 9°                    | 191                         | Marc Brustenga              | 99°                         |                                    |                                    |                                    |
| 182                   | Thymen Arensman       | 16°                   | 192                         | Dario Cataldo               | 25°                         |                                    |                                    |                                    |
| 183                   | Cees Bol              | 104°                  | 193                         | Jakob Egholm                | 110°                        |                                    |                                    |                                    |
| 184                   | Alberto Dainese       | 67°                   | 194                         | Emīls Liepiņš               | 87°                         |                                    |                                    |                                    |
| 185                   | Andreas Leknessund    | 18°                   | 195                         | Simon Pellaud               | 47°                         |                                    |                                    |                                    |
| 186                   | Niklas Märkl          | 90°                   |                             |                             |                             |                                    |                                    |                                    |
| 187                   | Joris Nieuwenhuis     | R 7ª                  |                             |                             |                             |                                    |                                    |                                    |